# ۴۱۴ (میلادی)
۴۱۴ (میلادی) چهارصد  و چهاردهمین سال تقویم میلادی است.

## درگذشتگان
‎